# Shorttrack op de Olympische Winterspelen 2006
Shorttrack is een van de sporten die beoefend werden tijdens de Olympische Winterspelen 2006 in Turijn. Het werd gehouden van 12 februari tot en met 25 februari en bestond uit acht onderdelen.
De Olympische shorttrackwedstrijden werden gehouden in het Palavela-stadion in Turijn. Bij de heren waren de ogen met name gericht op de strijd tussen de Amerikaan Apolo Anton Ohno en de Zuid-Koreaan Ahn Hyun-soo. Ohno veroverde het goud op de 500 meter, Ahn op de 1000 en 1500 meter. Ahn is, doordat hij ook nog goud haalde met het Zuid-Koreaanse aflossingsteam, de tweede Zuid-Koreaanse Olympiër (na Jin Sun-yu) met drie medailles tijdens één olympiade. Yin behaalde deze drie medailles op de 1000 en 1500 meter en de aflossing. Doordat de Chinese Wang Meng goud won op de 500 meter, was Apolo Anton Ohno de enige niet-Aziatische shorttracker met een gouden medaille.

## Programma
Het shorttrack bestond uit het volgende programma:
| Datum       | Onderdeel                                                                      |
| ----------- | ------------------------------------------------------------------------------ |
| 12 februari | 1500m Mannen (finale) 500m Vrouwen (voorronde) 3000m relay Vrouwen (voorronde) |
| 15 februari | 500m Vrouwen (finale) 1000m Mannen (voorronde) 5000m Mannen (voorronde)        |
| 18 februari | 1500m Vrouwen (finale) 1000m Mannen (finale)                                   |
| 22 februari | 3000m Vrouwen (finale) 1000m Vrouwen (voorronde) 500m Mannen (voorronde)       |
| 25 februari | 1000m Vrouwen (finale) 500m Mannen (finale) 5000m Mannen (finale)              |

## Mannen

### 500 meter
| Titelverdediger | Marc Gagnon | Canada |
| --------------- | ----------- | ------ |

| Rang   | Sporter(s)              | Land | Tijd            |
| ------ | ----------------------- | ---- | --------------- |
|        | A-Finale                |      |                 |
| Goud   | Apolo Anton Ohno        | USA  | 42.377          |
| Zilver | François-Louis Tremblay | CAN  | 42.002          |
| Brons  | Ahn Hyun-soo            | KOR  | 42.089          |
| 4      | Éric Bédard             | CAN  | 42.093          |
| 5      | Jon Eley                | GBR  | 42.497          |
|        | B-Finale                |      |                 |
| 6      | Satoru Terao            | JPN  | 42.377          |
| 7      | Nicola Rodigari         | ITA  | 42.398          |
| 8      | Li JiaJun               | CAN  | diskwalificatie |
|        |                         |      |                 |
|        | Cees Juffermans         | NED  | kwartfinale     |
|        | Wim De Deyne            | BEL  | kwartfinale     |
|        | Pieter Gysel            | BEL  | voorronde       |

### 1000 meter
| Titelverdediger | Steven Bradbury | Australië |
| --------------- | --------------- | --------- |

| Rang   | Sporter(s)       | Land | Tijd            |
| ------ | ---------------- | ---- | --------------- |
|        | A-Finale         |      |                 |
| Goud   | Ahn Hyun-soo     | KOR  | 1:26.739        |
| Zilver | Lee Ho-suk       | KOR  | 1:26.764        |
| Brons  | Apolo Anton Ohno | USA  | 1:26.927        |
| 4      | Rusty Smith      | USA  | 1:27.435        |
| 5      | Li Ye            | CHN  | 1:29.918        |
|        | B-Finale         |      |                 |
| 6      | Li JiaJun        | CHN  | geen tijd       |
| 7      | Pieter Gysel     | BEL  | diskwalificatie |
| 8      | Éric Bédard      | CAN  | diskwalificatie |
|        |                  |      |                 |
|        | Niels Kerstholt  | NED  | voorronde       |
|        | Wim De Deyne     | BEL  | voorronde       |

### 1500 meter
| Titelverdediger | Apolo Anton Ohno | Verenigde Staten |
| --------------- | ---------------- | ---------------- |

| Rang   | Sporter(s)       | Land | Tijd            |
| ------ | ---------------- | ---- | --------------- |
|        | A-Finale         |      |                 |
| Goud   | Ahn Hyun-soo     | KOR  | 2:24.558        |
| Zilver | Lee Ho-suk       | KOR  | 2:25.600        |
| Brons  | Li JiaJun        | CHN  | 2:26.005        |
| 4      | Charles Hamelin  | CAN  | 2:26.375        |
| 5      | Viktor Knoch     | HUN  | 2:26.806        |
| 6      | Li Ye            | CHN  | diskwalificatie |
|        | B-Finale         |      |                 |
| 7      | Mathieu Turcotte | CAN  | 2:24.558        |
| 8      | Fabio Carta      | ITA  | 2:24.658        |
| 9      | Apolo Anton Ohno | USA  | 2:24.789        |
| 10     | Satoru Terao     | JPN  | 2:24.875        |
| 11     | Niels Kerstholt  | NED  | 2:24.962        |
| 12     | Péter Darázs     | HUN  | 2:24.969        |
|        |                  |      |                 |
|        | Cees Juffermans  | NED  | halve finale    |
|        | Pieter Gysel     | BEL  | halve finale    |
|        | Wim De Deyne     | BEL  | voorronde       |

### 5000 meter Relay
| Titelverdediger | Bédard, Gagnon, Guilmette, Tremblay, Turcotte | Canada |
| --------------- | --------------------------------------------- | ------ |

| Rang   | Sporter(s)                                | Land | Tijd            |
| ------ | ----------------------------------------- | ---- | --------------- |
|        | A-Finale                                  |      |                 |
| Goud   | Ahn Hyun-soo, Lee, Seo, Song              | KOR  | 6:43.376        |
| Zilver | Bédard, Hamelin, Tremblay, Turcotte       | CAN  | 6:43.707        |
| Brons  | Izykowski, Kepka, Ohno, Smith             | USA  | 6:47.990        |
| 4      | Carta, Confortola, Franceschina, Rodigari | ITA  | 6:48.597        |
| 5      | Li Haonan, Li JiaJun, Li Ye, Baoku Sui    | CHN  | 6:53.989        |
|        | B-Finale                                  |      |                 |
| 6      | Hay, Lee, McNee, Shriane                  | AUS  | 7:01.666        |
| 7      | Bauer, Hartwig, Nachbar, Praus            | GER  | 7:13.338        |
| 8      | Arino, Fujimoto, Nishitani, Terao         | JPN  | diskwalificatie |

## Vrouwen

### 500 meter
| Titelverdedigster | Yang Yang (A) | China |
| ----------------- | ------------- | ----- |

| Rang   | Sporter(s)            | Land | Tijd            |
| ------ | --------------------- | ---- | --------------- |
|        | A-Finale              |      |                 |
| Goud   | Wang Meng             | CHN  | 44.345          |
| Zilver | Evgenja Radanova      | BUL  | 44.374          |
| Brons  | Anouk Leblanc-Boucher | CAN  | 44.759          |
| 4      | Tianyu Fu             | CHN  | diskwalificatie |
|        | B-Finale              |      |                 |
| 5      | Kalyna Roberge        | CAN  | 46.605          |
| 6      | Marta Capurso         | ITA  | 46.899          |
| 7      | Kateřina Novotná      | CZE  | 55.378          |
| 8      | Allison Baver         | USA  | 55.689          |
|        |                       |      |                 |
|        | Liesbeth Mau Asam     | NED  | voorronde       |

### 1000 meter
| Titelverdedigster | Yang Yang (A) | China |
| ----------------- | ------------- | ----- |

| Rang   | Sporter(s)        | Land | Tijd            |
| ------ | ----------------- | ---- | --------------- |
|        | A-Finale          |      |                 |
| Goud   | Jin Sun-yu        | KOR  | 1.32.859        |
| Zilver | Wang Meng         | CHN  | 1.33.079        |
| Brons  | Yang Yang (A)     | CHN  | 1.33.937        |
| 4      | Choi Eun-kyung    | KOR  | diskwalificatie |
|        | B-Finale          |      |                 |
| 5      | Tania Vicent      | CAN  | 1.34.099        |
| 6      | Amanda Overland   | CAN  | 1.34.191        |
| 7      | Arianna Fontana   | ITA  | 1.34.269        |
| 8      | Yvonne Kunze      | GER  | 1.34.789        |
|        |                   |      |                 |
|        | Liesbeth Mau Asam | NED  | kwartfinale     |

### 1500 meter
| Titelverdedigster | Ko Gi-hyun | Zuid-Korea |
| ----------------- | ---------- | ---------- |

| Rang   | Sporter(s)          | Land | Tijd            |
| ------ | ------------------- | ---- | --------------- |
|        | A-Finale            |      |                 |
| Goud   | Jin Sun-yu          | KOR  | 2.23.494        |
| Zilver | Choi Eun-kyung      | KOR  | 2.24.069        |
| Brons  | Wang Meng           | CHN  | 2.24.469        |
| 4      | Erika Huszar        | HUN  | 2.25.405        |
| 5      | Amanda Overland     | CAN  | 2.26.495        |
| 6      | Byun Chun-sa        | KOR  | diskwalificatie |
| 7      | Tatjana Borodoelina | RUS  | diskwalificatie |
|        | B-Finale            |      |                 |
| 8      | Evgenja Radanova    | BUL  | 2.29.314        |
| 9      | Yuka Kamino         | JPN  | 2.29.540        |
| 10     | Hyo-Jung Kim        | USA  | 2.29.978        |
| 11     | Marta Capurso       | ITA  | 2.30.054        |
| 12     | Katia Zini          | ITA  | 2.30.164        |
| 13     | Yang Yang (A)       | CHN  | 2.32.097        |
|        |                     |      |                 |
|        | Liesbeth Mau Asam   | NED  | halve finale    |

### 3000 meter Relay
| Titelverdedigster | Choi M.-k., Joo, Park, Choi E.-k. | Zuid-Korea |
| ----------------- | --------------------------------- | ---------- |

| Rang   | Sporter(s)                              | Land | Tijd            |
| ------ | --------------------------------------- | ---- | --------------- |
|        | A-Finale                                |      |                 |
| Goud   | Byun, Choi, Jeon, Jin                   | KOR  | 4:17.040        |
| Zilver | Kraus, Leblanc-Boucher, Roberge, Vicent | CAN  | 4:17.336        |
| Brons  | Capurso, Fontana, K. Zini, M. Zini      | ITA  | 4:20.030        |
| 4      | Cheng, Fu, Wang, Yang                   | CHN  | diskwalificatie |
|        | B-Finale                                |      |                 |
| 5      | Baver, Derrick, Hallisey, Kim           | USA  | 4:18.740        |
| 6      | Bouvier, Choi, Gollin, Lecompere        | FRA  | 4:18.971        |
| 7      | Klein, Kunze, Priebst, Rudolph          | GER  | 4:24.896        |
| 8      | Kamino, Ozawa, Tanaka, Yamada           | JPN  | 4:35.096        |

## Medaillespiegels

### Landen
| Plaats | Land             | NOC    | Goud | Zilver | Brons | Totaal |
| ------ | ---------------- | ------ | ---- | ------ | ----- | ------ |
| 1      | Zuid-Korea       | KOR    | 6    | 3      | 1     | 10     |
| 2      | China            | CHN    | 1    | 1      | 3     | 5      |
| 3      | Verenigde Staten | USA    | 1    | 0      | 2     | 3      |
| 4      | Canada           | CAN    | 0    | 3      | 1     | 4      |
| 5      | Bulgarije        | BUL    | 0    | 1      | 0     | 1      |
| 6      | Italië           | ITA    | 0    | 0      | 1     | 1      |
| Totaal | Totaal           | Totaal | 8    | 8      | 8     | 24     |

### Atleten
| Rang | Atleet                  | Land | Goud | Zilver | Brons | Totaal |
| ---- | ----------------------- | ---- | ---- | ------ | ----- | ------ |
| 1    | Ahn Hyun-soo            | KOR  | 3    | 0      | 1     | 4      |
| 2    | Jin Sun-yu              | KOR  | 3    | 0      | 0     | 3      |
| 3    | Lee Ho-suk              | KOR  | 1    | 2      | 0     | 3      |
| 4    | Wang Meng               | CHN  | 1    | 1      | 1     | 2      |
| 5    | Choi Eun-kyung          | KOR  | 1    | 1      | 0     | 2      |
| 6    | Apolo Anton Ohno        | USA  | 1    | 0      | 2     | 3      |
| 7    | Byun Chun-sa            | KOR  | 1    | 0      | 0     | 1      |
| 7    | Jeon Da-hye             | KOR  | 1    | 0      | 0     | 1      |
| 7    | Seo Ho-jin              | KOR  | 1    | 0      | 0     | 1      |
| 7    | Song Suk-woo            | KOR  | 1    | 0      | 0     | 1      |
| 11   | François-Louis Tremblay | CAN  | 0    | 2      | 0     | 2      |
| 12   | Anouk Leblanc-Boucher   | CAN  | 0    | 1      | 1     | 2      |
| 13   | Éric Bédard             | CAN  | 0    | 1      | 0     | 1      |
| 13   | Charles Hamelin         | CAN  | 0    | 1      | 0     | 1      |
| 13   | Alanna Kraus            | CAN  | 0    | 1      | 0     | 1      |
| 13   | Evgenja Radanova        | BUL  | 0    | 1      | 0     | 1      |
| 13   | Kalyna Roberge          | CAN  | 0    | 1      | 0     | 1      |
| 13   | Mathieu Turcotte        | CAN  | 0    | 1      | 0     | 1      |
| 13   | Tania Vicent            | CAN  | 0    | 1      | 0     | 1      |
| 20   | Marta Capurso           | ITA  | 0    | 0      | 1     | 1      |
| 20   | Arianna Fontana         | ITA  | 0    | 0      | 1     | 1      |
| 20   | Alex Izykowski          | USA  | 0    | 0      | 1     | 1      |
| 20   | J.P. Kepka              | USA  | 0    | 0      | 1     | 1      |
| 20   | Li JiaJun               | CHN  | 0    | 0      | 1     | 1      |
| 20   | Rusty Smith             | USA  | 0    | 0      | 1     | 1      |
| 20   | Yang Yang (A)           | CHN  | 0    | 0      | 1     | 1      |
| 20   | Katia Zini              | ITA  | 0    | 0      | 1     | 1      |
| 20   | Maria Zini              | ITA  | 0    | 0      | 1     | 1      |

## Nederland
Namens Nederland namen Cees Juffermans, Liesbeth Mau-Asam en Niels Kerstholt deel aan de Winterspelen. Juffermans strandde op de 500 meter in de heats achter Satoru Terao en François-Louis Tremblay. Tijdens de halve finale van de 1500 meter werd hij geschept door de Belg Pieter Gysel, die hiervoor gediskwalificeerd werd. Juffermans vergat uit woede en teleurstelling echter te finishen, waardoor hij niet aan de finale kon worden toegevoegd. Mau-Asam behaalde een plek in de halve finale op de 1500 meter en een kwartfinaleplek op de 1000 meter. Op de 500 meter kwam zij niet verder dan de heats. Kerstholt kwam door een diskwalificatie niet verder dan de heats van de 1000 meter. Op de 1500 meter behaalde hij een elfde plek.

## België
België werd in Turijn vertegenwoordigd door Wim De Deyne en Pieter Gysel. De Deyne kwam op de 1500 meter niet verder dan heats. Op de 500 meter strandde hij in de kwartfinales. Pieter Gysel haalde op de 1500 meter de halve finales, waarin hij gediskwalificeerd werd na een botsing met Cees Juffermans. Op de 500 meter werd Gysel uitgeschakeld in de heats. Op de 1000 meter veroverde hij een plek in de halve finale, waarin hij werd gediskwalificeerd na een aanvaring met de Chinees Li Ye.
Calgary 1988 · 
Albertville 1992 · 
Lillehammer 1994 · 
Nagano 1998 · 
Salt Lake City 2002 · 
Turijn 2006 · 
Vancouver 2010 · 
Sotsji 2014 · 
Pyeongchang 2018 · 
Peking 2022
Lijst van olympische medaillewinnaars
Alpineskiën · Biatlon · Bobsleeën · Curling · Freestyleskiën · Kunstrijden · Langlaufen · Noordse combinatie · Rodelen · Schaatsen · Schansspringen · Shorttrack · Skeleton · Snowboarden · IJshockey